# Billete de quinientos escudos chilenos
El billete de quinientos escudos fue parte del sistema monetario chileno desde 1972 hasta 1975. Representando a un minero para conmemorar la nacionalización del cobre, fue el primer billete emitido por el Banco Central de Chile que contenía en su anverso el retrato de una persona común y no de algún prócer o figura destacada de la historia del país, y a la vez fue el segundo billete conmemorativo emitido en Chile, después del billete de 20 pesos emitido en 1941 para celebrar el cuarto centenario de la fundación de Santiago. Es considerado por el Banco Central como uno de los billetes más emblemáticos de la historia monetaria chilena.

## Historia

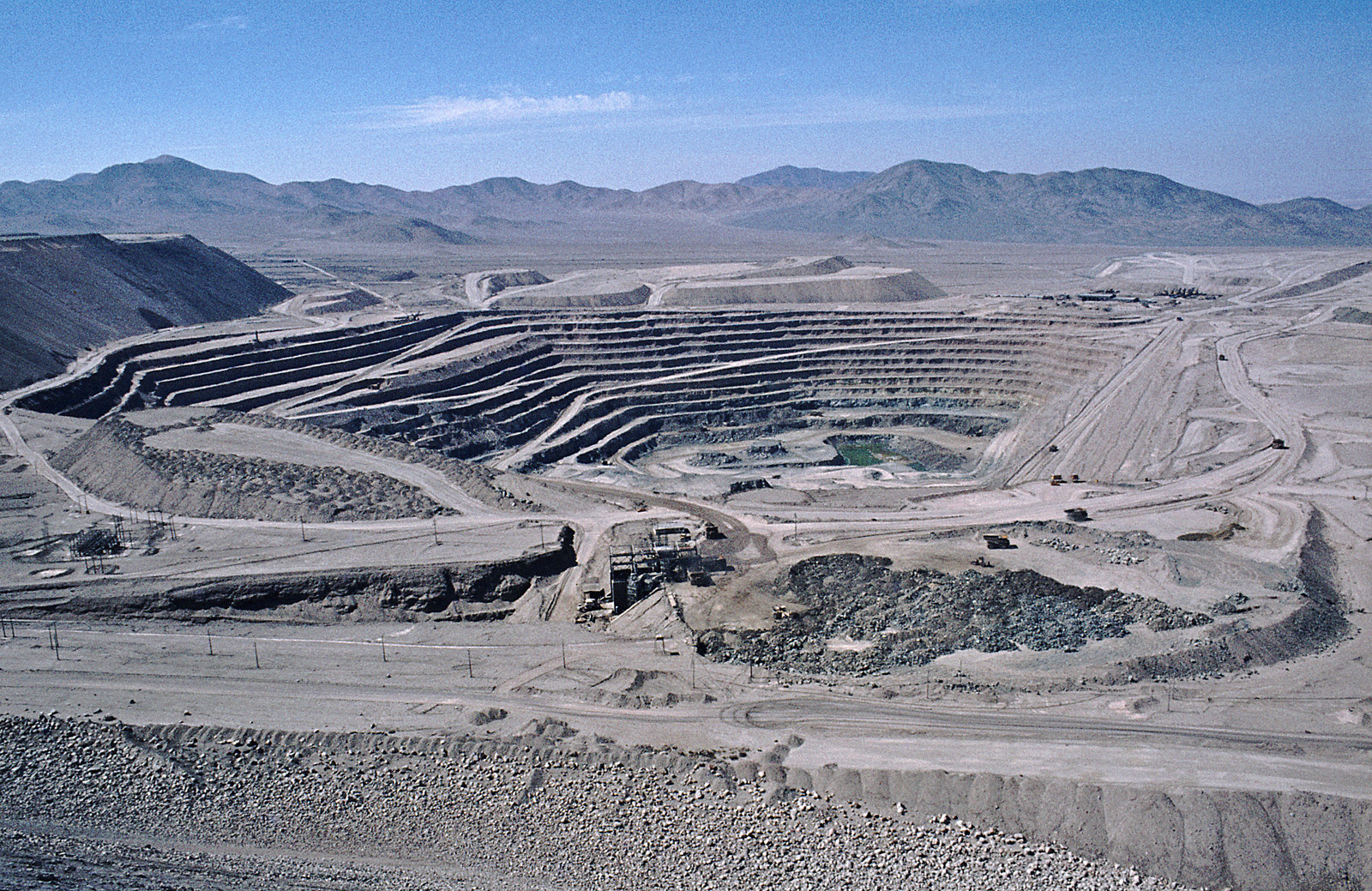
Vista de Chuquicamata, mina representada en el reverso del billete de cincuenta mil escudos.

En su sesión del 7 de julio de 1971, el directorio del Banco Central de Chile fijó las características del nuevo billete de 500 escudos, que sería emitido para conmemorar la nacionalización del cobre. El decreto, emitido por el Ministerio de Hacienda el 19 de agosto del mismo año y publicado en el Diario Oficial de la República de Chile el 13 de septiembre, detalla las características:

Anverso: Fondos en offset a tres colores: azul, rojo y verde formando elementos decorativos. En impresión Taille Douce (grabado en acero) se encuentra, al lado izquierdo, en color rojo burdeos, la figura de un minero chileno con casco sobre un fondo que representa un establecimiento minero. En el ángulo superior izquierdo lleva la cifra 500 e igualmente, a la derecha entre el borde y la marca de agua, esta cifra 500 sobre un guilloche. Al centro, sobre un fondo offset se indica el valor Quinientos Escudos, en dos líneas. En el borde superior lleva el título, también en dos líneas, Banco Central de Chile. Al lado derecho se encuentra el óvalo de la marca de agua. En la parte inferior lleva las leyendas Presidente y Gerente General, a la izquierda y derecha, respectivamente. En la parte inferior del fondo ocupando la base del billete se destaca la siguiente leyenda: "1971, Año de la Nacionalización del Cobre, Salitre y Hierro".

Reverso: Fondos en offset a dos colores: azul y rojo formando guilloches. En impresión Taille Douce (grabado en acero) se indica, en los ángulos superiores e inferior derecho la cifra 500 y en el inferior izquierdo el valor Quinientos Escudos en una línea. En la parte superior al centro y también en una línea, la leyenda Banco Central de Chile. Al lado izquierdo dentro del óvalo de la marca de agua, el Escudo Nacional. Hacia la derecha se destaca una viñeta que representa una panorámica de la mina Chuquicamata en color rojo burdeos, con indicación en la parte inferior de la palabra Chuquicamata; debajo de ésta, la frase de Balmaceda: "No debemos consentir que esa vasta y rica región sea convertida en una simple factoría extranjera". Balmaceda.
Decreto 1497, Ministerio de Hacienda (19 de agosto de 1971)

En el mismo decreto en que se presentaron las características del billete de 500 escudos, se anunció el rediseño de los billetes de 50 y 100 escudos, los cuales finalmente no se llevaron a cabo. El nuevo billete de 50 escudos iba a tener en su anverso el retrato de un campesino con un fondo de un campo cultivado, y debajo de ello la frase «La tierra es tuya, pueblo, la verdad ha nacido contigo, de tu sangre» —verso del poema La tierra se llama Juan de Pablo Neruda—, mientras que el reverso presentaría una escena titulada Araucanos al ataque de Collipulli —facilitada al Banco Central de Chile por el historiador Guillermo Feliú Cruz— y en su parte inferior la frase «No ha habido rey jamás que sujetase esta soberbia gente libertada ni extranjera nación que se jactase de haber dado en sus términos pisada», correspondiente al poema épico La Araucana de Alonso de Ercilla. Por su parte, el nuevo diseño propuesto para el billete de 100 escudos fue reutilizado para elaborar el nuevo billete de 1000 escudos, impreso desde 1973.
Los billetes de E° 500 comenzaron a circular el 7 de julio de 1972. El grabado del billete en la Casa de Moneda de Chile estuvo a cargo de José Moreno Benavente. Están firmados por el presidente y el gerente general del Banco Central, existiendo dos variantes, de las cuales la primera (firmada) presenta una versión sin la cita de Balmaceda en el reverso y otra con el texto correspondiente:
| Fecha de emisión | Presidente               | Gerente general      |
| ---------------- | ------------------------ | -------------------- |
| 1971             | Alfonso Inostroza Cuevas | Jaime Barrios Meza   |
| 1973             | Eduardo Cano Quijada     | Carlos Molina Orrego |

El billete continuó circulando después del golpe de Estado del 11 de septiembre de 1973 hasta que el escudo fue reemplazado por el peso en septiembre de 1975.